# Kuta Padang (Simeulue Tengah)
Kuta Padang is een bestuurslaag in het regentschap Simeulue van de provincie Atjeh, Indonesië. Kuta Padang telt 418 inwoners (volkstelling 2010).